# 사두강
사두강(포르투갈어: Sado)은 포르투갈 남부지방을 흐르는 강으로, 이 나라의 주요 하천 중 하나이다. 칼데이랑 언덕의 샘에서 발원해 세투발 인근 하구에서 대서양으로 접어들기까지 포르투갈의 주요 하천 중 유일하게 북쪽을 향해 175km 거리를 흐른다.
하구에는 병코돌고래 무리의 서식지로, 무리의 구성개체는 총 31마리로, 2007년 각각의 개체에 이름이 붙여졌다.
강 본류 중간 몇몇 군데에는 댐이 건설되어, 벼, 옥수수, 기타 채소류 재배를 위한 관개를 위해 주로 이용된다.
강 줄기가 알카세르두살 시를 가로지른다.